# Saša Lukić
Saša Lukić (en serbio: Саша Лукић; Šabac, Serbia, 13 de agosto de 1996) es un futbolista serbio. Juega de centrocampista y su equipo es el Fulham F. C. de la Premier League de Inglaterra.

## Selección nacional

### Participaciones en Copas del Mundo
| Mundial                        | Sede  | Resultados     | Partidos | Goles |
| ------------------------------ | ----- | -------------- | -------- | ----- |
| Copa Mundial de Fútbol de 2022 | Catar | Fase de grupos | 3        | 0     |

### Participaciones en Eurocopas
| Copa          | Sede     | Resultado    | Partidos | Goles |
| ------------- | -------- | ------------ | -------- | ----- |
| Eurocopa 2024 | Alemania | Primera fase | 3        | 0     |

## Clubes
| Club                           | País       | Año       |
| ------------------------------ | ---------- | --------- |
| Partizán de Belgrado           | Serbia     | 2013-2016 |
| F. K. Teleoptik Zemun (cedido) | Serbia     | 2013-2014 |
| Torino F. C.                   | Italia     | 2016-2023 |
| Levante U. D. (cedido)         | España     | 2017-2018 |
| Fulham F. C.                   | Inglaterra | 2023-     |

## Palmarés

### Campeonatos nacionales
| Título              | Club                 | País   | Año     |
| ------------------- | -------------------- | ------ | ------- |
| Superliga de Serbia | Partizán de Belgrado | Serbia | 2014-15 |